# Diecéze autunská
Diecéze autunská (-Châlon-sur-Saône-Mâcon-Cluny) (lat. Dioecesis Augustodunensis (-Cabillonensis-Matisconensis-Cluniacensis), franc. Diocèse de Nevers) je starobylá francouzská římskokatolická diecéze. Leží na území departementu Saône-et-Loire, jehož hranice přesně kopíruje. Sídlo biskupství i katedrála Saint-Lazare d'Autun se nachází ve městě Autun. Diecéze je součástí dijonské církevní provincie.

## Historie
Biskupství bylo v Autunu založeno v průběhu 3. století.
V důsledku konkordátu z roku 1801 byly 29. listopadu 1801 zrušeny diecéze Chalons-sur-Saône, clamecká a mâconská, jejichž území bylo celé včleněno do diecéze autunské (část území diecéze mâconské byla včleněna také do lyonské arcidiecéze).
K 19. červenci 1853 byl změněn název diecéze na Autun-Châlon-sur-Saône-Mâcon.
Dne 15. prosince 1962 došlo ke sjednocení území diecéze autunské a územního opatství Cluny pod jurisdikci biskupa z Autunu. V této souvislosti byl opět změněn název diecéze, do kterého bylo nově zahrnuto i bývalé územní opatství: Autun-Châlon-sur-Saône-Mâcon-Cluny.
Od 8. prosince 2002 je diecéze autunská sufragánem dijonské arcidiecéze (do té doby byla sufragánní diecézí lyonské arcidiecéze).

## Biskupové

### Do roku 1000
[cca 270: Amator (I.)]
[cca 273: Martin (I.)]
[cca 273: Reverianus]
- cca 310–334: Reticius
- 355: Cassian z Autunu
- cca 374: Hegemonius
- cca 420: Simplicius z Autunu
- Evantius
- Leontius z Autunu
- cca 450–490: Euphronius z Autunu
- cca 495: Flavianus
- cca 517: Pragmatius z Autunu
- Proculus (I.)
- Valeolus
- Proculus (II.)
- cca 533–538: Agrippinus
- 540–549: Nectarius z Autunu
- Eupard
- 560: Rémi nebo Bénigne
- cca 560–600: Syagrius z Autunu
- Le(i)fastus ?
- Flavianus
- 614: Rocco
- 625–630: Auspicius
- cca 657: Ferréolus
- 659–678: Leodegar
- cca 678–cca 690: Hermenarius
- 692: Ansbert
- cca 732: Vascon
- Amator (II.)
- cca 744: Morannus
- cca 755: Gairon
- 762: Hiddo
- Rainaud
- Martin (II.)
- Alderic z Autunu
- 815–cca 840: Modoin
- 840–842: Bernon nebo Bernhard
- cca 843: Alteus
- cca 850–865: Jonas
- cca 866–873: Liudo
- 875–893: Adalgarius
- cca 894–919: Gualo (Wallon) de Vergy
- cca 920–929: Hervée de Vergy
- 935–968: Rotmond
- cca 970–976: Gérard

### 1000–1300
- cca 977–1024: Gautier (I.)
- 1025–1055: Elmuin
- cca 1055–1098: Hagano (Aganon)
- 1098–1112: Norgaud
- 1112–1140: Štěpán z Baugé
- 1140: Robert Burgundský
- 1140–1148: Humbert z Baugé
- 1148–1170 nebo 1171: Jindřich Burgundský
- 1171–1189: Štěpán (II.)
- 1189–1223: Gautier (II.)
- 1224–1245: Guy de Vergy
- 1245–1253: Anselin de Pomard
- 1253–1281: Girard de La Roche
- 1283–1286: Jacques de Beauvoir
- 1287–1298: Hugues d'Arcy

### 1300–1500
- 1299–1308: Bartoloměj
- 1309–1322: Elie Guidonis
- 1322–1331: Pierre Bertrand
- 1331–1343: Jan I. d'Arcy
- 1343–1345: Vilém z Auxonne
- 1345–1351: Guy de La Chaume
- 1351–1358: Vilém de Thurey
- 1358–1361: Renaud de Maubernard
- 1361–1377: Geoffroi David nebo Pauteix
- 1377–1379: Pierre Raimundi de Barrière Mirepoix
- 1379–1387: Vilém z Vienne, O.S.B.
- 1387–1400: Mikuláš de Coulon
- 1401–1414: Milon de Grancey
- 1419–1436: Fridrich de Grancey
- 1436–1483: Kardinál Jan Rolin

### 1500–1800
- 1490–1500: Antonín z Chalon
- 1500–1501: Jan Rolin
- 1501–1503: Ludvík z Amboise
- 1503–1505: Filip z Clèves (administrátor)
- 1505–1546: Jakub Hurault de Cheverny
- 1548–1550: Hippolyt II. d'Este
- 1550–1557: Philibert Dugny de Courgengoux, O.S.B.
- 1558–1572: Petr de Marcilly
- 1585: Karel d'Ailleboust
- 1588–1612: Petr Saunier
- 1621–1652: Claude de la Magdelaine
- 1653–1664: Ludvík Dony d'Attichy, O.Minim.
- 1666–1702: Gabriel de Roquette
- 1702–1709: Bernard de Senaux
- 1710–1721: Karel Andrault de Maulévrier-Langeron
- 1721–1724: Charles-François d'Hallencourt de Dromesnil
- 1724–1732: Antoine-François de Bliterswick
- 1732–1748: Gaspard de Thomas de La Valette
- 1748–1758: Antoine de Malvin de Montazet
- 1758–1767: Mikuláš de Bouillé
- 1767–1788: Yves-Alexandre de Marbeuf
- 1788–1791: Charles-Maurice de Talleyrand-Périgord

#### Konstituční církev (schismatická)
- duben 1791 – 1793: Jean-Louis Gouttes (konstituční biskup)
- 1801: Thomas-Juste Poullard

### Od roku 1800
- 1802: Gabriel-François Moreau

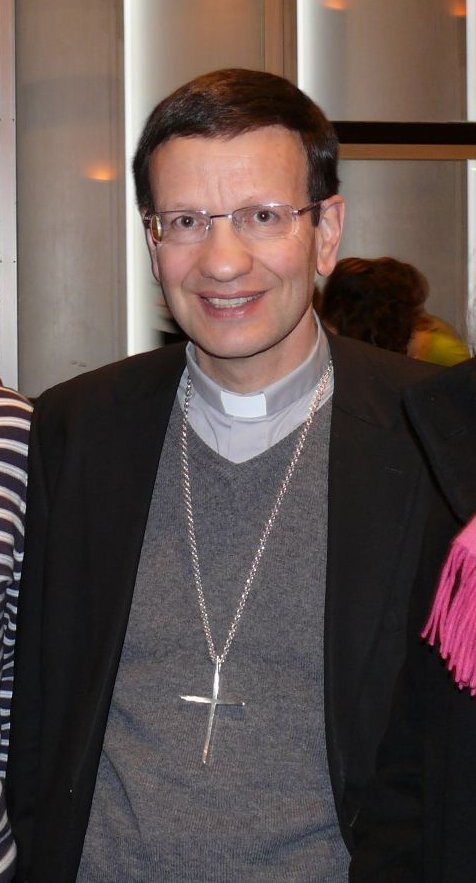
Biskup Rivière

- 1802–1806: François de Fontanges (s titulem arcibiskup)
- 1806–1819: Fabien-Sébastien Imberties
- 1819–1829: Roch-Etienne de Vichy
- 1829–1851: Bénigne-Urbain-Jean-Marie du Trousset d'Héricourt
- 1851–1872: Frédéric-Gabriel-Marie-François de Marguerye
- 1872–1873: Léopold-René Leséleuc de Kerouara
- 1874–1906: Adolphe-Louis-Albert Perraud (kardinál, generální představený oratoriánů)
- 1906–1914: Henri-Raymond Villard
- 1915–1922: Désiré-Hyacinthe Berthoin
- 1922–1940: Hyacinthe-Jean Chassagnon
- 1940–1966: Lucien-Sidroine Lebrun (†1985)
- 1966–1987: Armand-François Le Bourgeois, C.I.M.
- 1987–2006: Raymond Gaston Joseph Séguy
- 2006–dosud: Benoît Marie Pascal Rivière